# Seznam kulturních památek v Bolešinách
Tento seznam nemovitých kulturních památek v obci Bolešiny v okrese Klatovy vychází z  Ústředního seznamu kulturních památek ČR, který na základě zákona č. 20/1987 Sb., o státní památkové péči, vede Národní památkový ústav jako ústřední organizace státní památkové péče. Údaje jsou průběžně upřesňovány, přesto mohou obsahovat i řadu věcných a formálních chyb a nepřesností či být neaktuální. 
Pokud byly některé části dotčeného území vyčleněny do samostatných seznamů, měly by být odkazy na tyto dílčí seznamy uvedeny v úvodu tohoto seznamu nebo v úvodu příslušné sekce seznamu.

## Bolešiny
|  | Kategorie „Chapel of Virgin Mary (Bolešiny) “ na Wikimedia Commons | Hledat fotografie a kategorie ve Wikimedia Commons podle rejstříkového čísla památky | Nahrát snímek k tomuto tématu do úložiště Wikimedia Commons |  |

|  | Kategorie „Granary in Bolešiny “ na Wikimedia Commons | Hledat fotografie a kategorie ve Wikimedia Commons podle rejstříkového čísla památky | Nahrát snímek k tomuto tématu do úložiště Wikimedia Commons |  |

## Domažličky
| Památka                   | Fotografie        | Rejstříkové číslo v ÚSKP                                                             | Sídelní útvar                                               | Poloha                                                     | Popis a poznámky |
| ------------------------- | ----------------- | ------------------------------------------------------------------------------------ | ----------------------------------------------------------- | ---------------------------------------------------------- | --- |
| Sýpka u čp. 6 (Q37179413) | \| \| \| \| \| \| | 46817/4-2868 Pam. katalog MIS                                                        | Domažličky                                                  | Domažličky 6, st. 12 49°25′8,75″ s. š., 13°22′47,97″ v. d. | Ojedinělý typ hospodářské budovy s kombinovanou zděnou a roubenou klenutou částí z počátku 19. století. Drobná stavba na obdélném půdorysu s kamennou podezdívkou. Památkově chráněno od 24. března 1964. |
|                           |                   | Hledat fotografie a kategorie ve Wikimedia Commons podle rejstříkového čísla památky | Nahrát snímek k tomuto tématu do úložiště Wikimedia Commons |                                                            | |

## Kroměždice
| Památka                                | Fotografie                                             | Rejstříkové číslo v ÚSKP                                                             | Sídelní útvar                                               | Poloha                                                          | Popis a poznámky |
| -------------------------------------- | ------------------------------------------------------ | ------------------------------------------------------------------------------------ | ----------------------------------------------------------- | --------------------------------------------------------------- | --- |
| Kaplička s pamětním křížem (Q37442268) | \| \| \| \| \| \|                                      | 32700/4-3074 Pam. katalog MIS                                                        | Kroměždice                                                  | náves, st. 74, pp. 951/2 49°24′29,81″ s. š., 13°23′59,51″ v. d. | Kaplička s pamětním křížem. - Drobná hranolová kaple s okosenými nárožími, krytá jehlancovou střechou s polygonální zvoničkou, z přelomu 18. a 19. století. V nice původně socha sv. Jakuba. - Před kaplí litinový kříž na žulovém podstavci, datovaný do roku 1852. Památkově chráněno od 25. března 1964. |
|                                        | Kategorie „Chapel in Kroměždice “ na Wikimedia Commons | Hledat fotografie a kategorie ve Wikimedia Commons podle rejstříkového čísla památky | Nahrát snímek k tomuto tématu do úložiště Wikimedia Commons |                                                                 | |

## Slavošovice
|  | Kategorie „Chapel of Saint John of Nepomuk (Slavošovice)‎ “ na Wikimedia Commons | Hledat fotografie a kategorie ve Wikimedia Commons podle rejstříkového čísla památky | Nahrát snímek k tomuto tématu do úložiště Wikimedia Commons |  |

|  |  | Hledat fotografie a kategorie ve Wikimedia Commons podle rejstříkového čísla památky | Nahrát snímek k tomuto tématu do úložiště Wikimedia Commons |  |